# شینینگ، گوانگشی
شینینگ، گوانگشی (به لاتین: Xinning) یک شهرک در جمهوری خلق چین است که در شهرستان فوسوی واقع شده‌است. شینینگ ۱۱۱٫۸ کیلومتر مربع مساحت و ۸۵٬۵۱۲ نفر جمعیت دارد و ۹۰ متر بالاتر از سطح دریا واقع شده‌است.